# 니시다 고
니시다 고(일본어: 西田 剛, 1986년 9월 14일 ~ )는 일본의 전 축구 선수이다.

## 구단 경력
그는 2009년부터 2021년까지 J리그의 요코하마 FC, 아비스파 후쿠오카, 에히메 FC에서 활동하였다.